# Emlyn (Kentucky)
Emlyn es un lugar designado por el censo ubicado en el condado de Whitley en el estado estadounidense de Kentucky. En el Censo de 2010 tenía una población de 427 habitantes y una densidad poblacional de 222,79 personas por km².

## Geografía
Emlyn se encuentra ubicado en las coordenadas 36°42′4″N 84°8′32″O / 36.70111, -84.14222. Según la Oficina del Censo de los Estados Unidos, Emlyn tiene una superficie total de 1.92 km², de la cual 1.85 km² corresponden a tierra firme y (3.65%) 0.07 km² es agua.

## Demografía
Según el censo de 2010, había 427 personas residiendo en Emlyn. La densidad de población era de 222,79 hab./km². De los 427 habitantes, Emlyn estaba compuesto por el 98.59% blancos, el 0.23% eran afroamericanos, el 0% eran amerindios, el 0.47% eran asiáticos, el 0% eran isleños del Pacífico, el 0% eran de otras razas y el 0.7% pertenecían a dos o más razas. Del total de la población el 0% eran hispanos o latinos de cualquier raza.